# Isabel Soares
Isabel Christina Soares (née le 24 mars 1983 à Avanca) est une chanteuse portugaise.

## Biographie
Elle se fait connaître du public allemand par sa participation à la sélection au Concours Eurovision de la chanson 2002. Alors que la chanson Will My Heart Survive produite par Dieter Bohlen est sixième de la finale, le single se vend mieux que le titre gagnant de Corinna May (produit par Ralph Siegel). Le deuxième single Like Snow in June en juin 2002 atteint le top 50.
Soares vit à Hambourg. En 2005 et 2006, elle joue dans la comédie musicale Sternenhimmel (avec Peter Behrens, le batteur de Trio, et Frl. Menke).
En 2007, elle joue dans la comédie musicale Westerland au Delphi Showpalast à Hambourg en 2008 et en 2010 dans la comédie musicale qui est la suite Mandy in Love. En 2009, elle apparaît dans la comédie musicale In Dreams de Horst Kuska. Après cela, elle joue au Delphi Showpalast dans la comédie musicale Sonne, Strand und mehr. En 2013, elle est engagée pour Hüttenzauber.
En 2010, Soares rejoint le groupe Urbanize, un trio de hip-hop issu du casting X Factor. Jusqu'à sa dissolution en 2012, Isabel Soares enregistre une douzaine de chansons, dont la chanson Rad der Zeit connaît la plus grande présence médiatique. L'album du groupe sort après sa dissolution chez le label 7us.
Isabel Soares signe en 2013 un contrat d'enregistrement avec ce label. Le 20 septembre, le single Something About You sort. Le 4 octobre, l'album Thousand Words sort. Il contient des titres très orientés dance-pop. L'album est produit par Olaf Kriewald, avec qui Isabel Soares se marie.

## Discographie
Album
- 2013 : Thousand Words

Singles
- 2002 : Will My Heart Survive
- 2002 : Like Snow in June (Da Di Da Du)
- 2012 : Deserve An Award
- 2013 : Something About You